# Кубок Болгарії з футболу 1959—1960
Кубок Болгарії з футболу 1959—1960 — 20-й розіграш кубкового футбольного турніру в Болгарії. Титул вперше здобув Септемврі (Софія).

## 1/16 фіналу
| Команда 1                           | Рахунок | Команда 2                   |
| ----------------------------------- | ------- | --------------------------- |
| ЦДНА (Софія)                        | 2:1     | Спартак (Варна)             |
| Локомотив (Софія)                   | 15:0    | Ботев (Девин)               |
| Міньор (Димитров)                   | 2:1 дч  | Черно море (Варна)          |
| Левські (Кюстендил)                 | 3:1 дч  | Спартак (Плевен)            |
| Локомотив (Пловдив)                 | 7:2     | Дунав (Русе)                |
| Славія (Софія)                      | 0:0 дч* | Берое (Стара Загора)        |
| Ернст Телман (Софія)                | 2:0     | Панайот Волов (Коларовград) |
| Етир (Тирново)                      | 1:0     | Чардафон-Орловец (Габрово)  |
| Ботев (Пловдив)                     | 4:0     | Завод Карл Маркс (Девня)    |
| Септемврі (Софія)                   | 3:2     | Ботев (Враца)               |
| Спартак (Пловдив)                   | 3:1     | Панайот Хитов (Тутракан)    |
| Левські (Софія)                     | 2:0     | Спартак (Софія)             |
| Николай Лисков (Ямбол)              | 4:2     | Крпачев (Ловеч)             |
| Арда (Кирджалі)                     | 4:1     | Ботев (Бургас)              |
| Септемврійська слава (Михайловград) | 4:3     | Ботев (Нови Пазар)          |
| Лудогорець (Разград)                | 5:3     | Бенковські (Бяла)           |

* - переможець визначився за допомогою жеребування.

## 1/8 фіналу
| Команда 1              | Рахунок | Команда 2                           |
| ---------------------- | ------- | ----------------------------------- |
| ЦДНА (Софія)           | 3:1     | Ботев (Пловдив)                     |
| Етир (Тирново)         | 2:1     | Локомотив (Софія)                   |
| Септемврі (Софія)      | 6:1     | Лудогорець (Разград)                |
| Арда (Кирджалі)        | 4:1     | Септемврійська слава (Михайловград) |
| Николай Лисков (Ямбол) | 1:1*    | Міньор (Димитров)                   |
| Локомотив (Пловдив)    | 2:2*    | Левські (Кюстендил)                 |
| Славія (Софія)         | 3:2**   | Ернст Телман (Софія)                |
| Спартак (Пловдив)      | 2:0     | Левські (Софія)                     |

* - переможець визначився за допомогою жеребування.

** - результат матчу було анульовано і призначене перегравання.
Перегравання
| Команда 1      | Рахунок | Команда 2            |
| -------------- | ------- | -------------------- |
| Славія (Софія) | 3:0     | Ернст Телман (Софія) |

## 1/4 фіналу
| Команда 1           | Рахунок | Команда 2              |
| ------------------- | ------- | ---------------------- |
| Етир (Тирново)      | 2:1 дч  | ЦДНА (Софія)           |
| Септемврі (Софія)   | 3:1     | Арда (Кирджалі)        |
| Локомотив (Пловдив) | 2:1     | Николай Лисков (Ямбол) |
| Спартак (Пловдив)   | 2:1     | Славія (Софія)         |

## 1/2 фіналу
| Команда 1           | Рахунок | Команда 2         |
| ------------------- | ------- | ----------------- |
| Септемврі (Софія)   | 3:1     | Етир (Тирново)    |
| Локомотив (Пловдив) | 2:1     | Спартак (Пловдив) |

## Фінал
| 15 червня 1960 |

| Септемврі (Софія)                         | 4:3 дч   | Локомотив (Пловдив)                |
| ----------------------------------------- | -------- | ---------------------------------- |
| Джорджилов 5', 48' Йосифов 43' Мілев 120' | Протокол | Гранчаров 28' Генов 62' Канчев 65' |

| «Васил Левський», Софія Глядачів: 15 000 Арбітр: Георгі Христов |